# Camps de Cal Plomall

Els Camps de Cal Plomall, respecte del terme d'Abella de la Conca

Els Camps de Cal Plomall és un indret del terme municipal d'Abella de la Conca, a la comarca del Pallars Jussà, en territori del poble de Bóixols.
Es tracta d'uns camps de conreu situats a l'esquerra del Rialb i a l'extrem sud-occidental de les Costes, al nord-oest del Molí del Plomall i al sud de Cal Plomall.

## Etimologia
Es tracta d'un topònim romànic modern de caràcter descriptiu: expressa exactament el que signifiquen aquestes paraules de forma literal.